# プルジェロフ - ブルジェツラフ線
プルジェロフ - ブルジェツラフ線（チェコ語;Železniční trať Přerov–Břeclav）は、チェコ国鉄の鉄道線の名称である。路線番号は330。
1841年に、皇帝フェルディナント北部鉄道（k.k. privilegierte Kaiser Ferdinants-Nordbahn, KFNB）により開業した。オーストリア・スロヴァキア・ハンガリーとポーランド・ロシアを結ぶ国際幹線としての役割を担っている。

## 歴史
1841年10月にKFNBはルンデンブルク - オルミュッツ区間を開通した。
1981年から1985年まで電車線の設置工事がブルジェツラフ - プルジェロヴ区間で行われた。
1993年1月1日以来この路線はチェコスロバキアの分離の時に新たに発足したチェコ鉄道に属する。2003年この路線の運営機関はチェコ鉄道の上下分離方式によりチェコ鉄道公団に変更された。2012年12月に列車の通行方式はブルジェツラヴ - ボフミーン区間で右側通行に変更された。2019年2月に鉄道施設公団はネダコにツェ - ルジコヴィツェ区間の電化方式を電圧25 kVおよび周波数50 Hzに変更する計画を発表した。

## 運行形態
ブジェツラフ - スタレームニェスト間の運賃制は南モラヴィア州総合運輸システム（Integrovaný dopravní systém Jihomoravského kraje, IDS JMK）により運営される。

### 寝台特急「ナイトジェット」
- ショパン号：　ミュンヘン/ブダペスト - ブルジェツラフ - プルジェロフ - ベルリン/ワルシャワ
一日1往復運行されている。ブルジェツラフ以西は、ヴィーン方面がオーストリア国鉄901号線に、ブダペスト方面がスロバキア国鉄110号線に直通する。一方、プルジェロフ以東は270号線に直通する。ブダペスト方面の車両は、ブルジェツラフで切り離され、「メトロポル」号としてブダペストまで運行される。
過去の運行状況
2015年以前は、寝台急行(R)ショパン号として運行されていた。オトロコヴィツェとプルジェロフにも停車していた。
2017年末に、オトロコヴィツェ/プルジェロフ通過となった。
2018年末に、種別がナイトジェット(NJ)に変更となり、愛称名もナイトジェットに変更した。
2024年度より、種別がユーロナイト(EN)に変更となり、愛称名もショパンに戻った。

### 超特急「ユーロシティ(EC)」
- ソビェスキ号：　ヴィーン - ブルジェツラフ - プルジェロフ - グディニャ
- ポロニア号：　ヴィーン - ブルジェツラフ - プルジェロフ - ワルシャワ
- モラヴィア号：　ヴィーン - ブルジェツラフ - プルジェロフ - カトヴィツェ
- ポルタ・モラヴィツァ号：　グラーツ - ブルジェツラフ - プルジェロフ - プシェミシル
- ダヌビウス号：　ウィーン - ブルジェツラフ - プルジェロフ - ヴロツワフ/クラクフ
それぞれ一日1往復ずつ、合わせて5往復の運行。バートホリ号と合わせて、3時間間隔での運行。ブルジェツラフ以西はオーストリア国鉄901号線に直通する。一方、プルジェロフ以東は270号線に直通する。
過去の運行状況
2017年以前は、ソビェスキ号とポロニア号のみ、一日2往復の運行であった。「モラヴィア」号、および「ポルタ・モラヴィツァ」号の前身「ヘルフシティーン」号の2往復がエクスプレス(Ex)として運行していて、ヘルフシティーン号はブルジェツラフ発着であった。
2017年末に、「モラヴィア」号がユーロシティ(EC)に格上げとなった。
2019年末に、「ヘルフシティーン」号も、オーストリア国鉄901号線直通のグラーツ発着となった上で、ユーロシティ(EC)「'ポルタ・モラヴィツァ」号に格上げとなった。
2024年度より、ダヌビウス号が新設され、一日5往復の運行となった。

- バートホリ号：　ブダペスト - ブルジェツラフ - プルジェロフ - テレスポル/クラクフ
一日1往復の運行。ブルジェツラフ以西はスロバキア国鉄110号線に直通する。一方、プルジェロフ以東は270号線に直通する。
2015年以前は、ブルジェツラフ - ボフミーン間に、エクスプレス(Ex)「スレザン」号として運行していた。

### 特急「リフリーク(R)」
下記4系統が運行している。
　
- モラヴァン号：　ブルノ - ブルジェツラフ - プルジェロフ - オロモウツ
2時間に1本の運行。ブルジェツラフ以西は250号線に、プルジェロフ以東は270号線に直通する。
2016-18年度は、ブルノ - ホドニーン間の区間運転1往復を除き、特別リフリーク(Rx)の種別で運行していた。

- スロヴァーツキー・エクスプレス号：　ルハチョヴィツェ - スタレー・ムニェスト - プルジェロフ - プラハ
2時間に1本の運行。プルジェロフ以北は270号線に、スタレー・ムニェスト以南は341号線に直通する。2018年以降、「スロヴァーツキー・エクスプレス」の愛称がつけられている。
2017,8年度は、特別リフリーク(Rx)として運行していた。

- ズリーンスキー・エクスプレス号：　ズリーン - オトロコヴィツェ - プルジェロフ - プラハ
一日1往復の運行。プルジェロフ以北は270号線に、オトロコヴィツェ以南は331号線に直通する。
2017,8年度は、特別リフリーク(Rx)として運行していた。

- 過去の運行系統
  - ニース～ブルジェツラフ～ボフミーン～モスクワ
2021年以前、週1往復運行していた夜行列車。ブルジェツラフ～ボフミーン間ノンストップで運行していた。ブルジェツラフ以西はオーストリア国鉄901号線に、プルジェロフ以東は270号線に直通していた。

### 快速「スピェシニー(Sp)」
- ブルノ - ブルジェツラフ - ホドニーン
一日1往復の運行。ブルジェツラフ以北は252号線のブルノまで直通する。
過去の運行形態
2019年以前は、平日の朝・夕方に数多く運行していた。停車駅も、大部分がモラフスカー・ノヴァー・ヴェスを通過していた。
2019年末に、ブルノ直通列車が全て特急に格上げされて休止となった
2020年末に東行一日1本（休日は1往復）のみ復活した。
2023年7月より、一日1往復（金・土曜は西行のみ一日1本）となった。
2024年度より、金・土曜日も含めて一日1往復の運行となった。

- モラヴァン号：　ブルジェツラフ - ホドニーン ( → スタレー・ムニェスト )　【平日運行】
一日1往復の運行。
過去の運行形態
2019年末に、ブルジェツラフ - ホドニーン間で運行を開始した。
2023年7月より、一日1往復（金・土曜は2往復）となった
2024年度より平日のみ一日1往復となった。
2025年度より、東行に限りスタレー・ムニェスト行となった。

- スタレー・ムニェスト - プルジェロフ - オロモウツ　【平日・土曜運行】
一日あたり、平日4往復、土曜は南行のみ1本の運行。平日のうち1.5往復はオトロコヴィツェ以北の運行となる。プルジェロフ以北は270号線から直通する。
過去の運行形態
2019年末に、土曜日の南行が運行を開始した。当初はプルジェロフ始発であった。
2024年度より平日2往復の運行を開始した他、全てオロモウツ発着となった。
2025年度より、平日の本数が一日4往復（オトロコヴィツェ以南は2.5往復）に増発となった。

- スタレー・ムニェスト → フリーン → クロムニェルジージ　【平日運行】
平日のみ、一日1本の運行。フリーン以北は303号線に直通する。
2024年度より運行を開始した。

- プルジェロフ → オトロコヴィツェ → ズリーン中央
一日あたり、片道1本のみの運行。オトロコヴィツェ以南は331号線に直通する。
2019年末に運行を開始した。

- スタレー・ムニェスト → プルジェロフ
一日あたり、片道1本の運行。トルマチョフにも停車する。
2019年末に運行を開始した。2024年度より、トルマチョフ停車となり、普通に格下げされたが、2025年度に再び快速となった。

### 普通
下記2つの系統が運行している。
- プルジェロフ～ブルジェツラフ　※チェコ鉄道による運行
平日1～2時間に1本、休日2時間に1本の運行。ブルジェツラフ - ホドニーン間は区間運転列車が設定されていて、合計で1時間に1本の運行となっている。
2019年以前は、ホドニーン以南も平日1～2時間に1本、休日2時間に1本の運行であった。2023年度以前は、ネダコニツェからホドニーンまでノンストップの列車が運行していた。

- ヴィゾヴィツェ - オトロコヴィツェ - フリーン - クロムニェルジーシ　※チェコ鉄道による運行
平日は朝と夜中心の運行、休日は2時間に1本の運行。オトロコヴィツェ以東は331号線に、フリーン以西は303号線に直通する。
かつてはパターンダイヤになっていなかったが、2018年度より概ね2時間間隔の運行となった。2024年度より、平日の日中の運行が休止された。

- 過去の運行形態
  - ピーセク - スタレー・ムニェスト ( → ウヘルスケー・フラヂシチェ)　【平日運行】　※アリヴァ列車による運行
早朝に一日1往復の運行。東行のみ、スタレー・ムニェスト以東341号線に直通していた。西行はノンストップ、東行は各駅停車であった。
2021年末にチェコ鉄道に移管された他、東行は330号線東方向への直通となり、フリーン行となった。

### 臨時列車
- 聖ホスティーン巡礼列車（フリーン/ボイコヴィツェ発着） 
大晦日の夜、ビストルジツェ/ボイコヴィツェ - スタレー・ムニェスト - フリーン - ビストルジツェ間に、年1往復の運行。スタレー・ムニェスト以西は341号線に、フリーン以東は303号線に直通する。330線内は各駅に停車する。

- 聖ホスティーン巡礼列車（オロモウツ発着） 
大晦日の夜、ビストルジツェ - フリーン - プルジェロフ - オロモウツ間に、年1往復の運行。フリーン以南は303号線に、プルジェロフ以北は270号線に直通する。フリーン - プルジェロフ間はノンストップ。

### 過去の運行種別
- 超特急「インターシティ(IC)」
プラハ～プルジェロフ～スタレー・ムニェスト～ヴェセリー間の「ショハイ」号、およびプラハ～プルジェロフ～オトロコヴィツェ～ズリーン間の「ズリーンスキー・エクスプレス」号がそれぞれ一日1往復ずつ運行していた。プルジェロフ以北は270号線に、スタレー・ムニェスト以南は341号線に、オトロコヴィツェ以南は331号線に直通していた。2016年末に休止。

- 超特急「アリヴァ・エクスプレス(AEx)」
2016年3月に、トレンチーン - スタレー・ムニェスト - プルジェロフ - プラハ間に運行を開始し、当時は土曜日にトレンチーン行、日曜日にプラハ行の週1往復のみの運行であった。プルジェロフ以北は270号線に、スタレー・ムニェスト以南は341号線に直通していた。停車駅はユーロシティ(EC)と同じであった。
2016年12月に週2往復に増発され、2017年4月以降一日1往復（金・土・日曜日および夏季は一日2往復）に増発された。
2017年12月に一日1往復（週2日に限り一日2往復）の運行となった。
2020年春に通年で一日2往復の運行となったが、2020年限りで休止。

- 特急「エクスプレス(Ex)」
2019年以前、現在のユーロシティ(EC)の一部がポーランドに直通しておらず、エクスプレス(Ex)として運行していた。ポーランド直通の増加に伴ってユーロシティ(EC)に格上げされ、2019年末に消滅した。

- 超特急「LEOエクスプレス(LE)」
  - プラハ - プルジェロフ - ブルジェツラフ　【2023年6月運行開始予定】
2015年以前、プラハ - スタレー・ムニェスト間に一日2往復運行していた。プルジェロフ以北は270号線に直通していた。特急(R)と同じ停車駅であった。
2016年度に限り、一日4往復運行していた。
2022年度限りで一旦休止されたが、2023年6月11日よりブルジェツラフまで延伸した上で一日2往復が復活した。スタレー・ムニェスト - ブルジェツラフ間はノンストップであった。
2024年度より運行していない。
  - プルジェロフ～スタレー・ムニェスト
一日3往復運行していた。一部はフリーン通過であった。特急(R)と同じ停車駅であった。
2018-22年度は運行していない。
2023年度に復活した（ただし1往復が、冬季に限り週3日運休）。全列車フリーン停車であった。2023年8月限りで再び運休となった。

## 駅一覧
以下では、チェコ国鉄330号線の駅と営業キロ、停車列車、接続路線などを一覧表で示す。
- 種別
  - EN：寝台特急「ユーロナイト」
  - EC：超特急「ユーロシティ」
  - R：特急「リフリーク」
  - Sp：快速
  - Os：普通
- 停車駅
  - ■印：全列車停車
  - ●印：一部通過
  - ○印：一部停車
  - ｜印：全列車通過

| 路線名 | 駅名                                                     | 駅間営業キロ | 累計営業キロ      | 累計営業キロ           | EN | EC | R  | Sp | Os | 接続路線 | 所在地         | 所在地                       |
| ------ | -------------------------------------------------------- | ------------ | ----------------- | ---------------------- | -- | -- | -- | -- | -- | --- | -------------- | ---------------------------- |
| 330    | ブルジェツラフ駅                                         | -            | ウィーンから 83.1 | ブルジェツラフから 0.0 | ■  | ■  | ■  | ■  | ■  | 250号線（プラハ方面）、252号線（ズノイモ方面） スロバキア国鉄 110号線（ブダペスト方面） オーストリア国鉄 901号線（ウィーン/グラーツ方面） | 南モラヴィア州 | ブルジェツラフ郡             |
| 330    | フルシキ停留所                                           | 8.2          | 91.3              | 8.2                    | ｜ | ｜ | ｜ | ｜ | ■  | | 南モラヴィア州 | ブルジェツラフ郡             |
| 330    | モラフスカー・ノヴァー・ヴェス駅                         | 3.3          | 94.6              | 11.5                   | ｜ | ｜ | ○  | ■  | ■  | | 南モラヴィア州 | ブルジェツラフ郡             |
| 330    | ルジツェ駅                                               | 4.3          | 98.9              | 15.8                   | ｜ | ｜ | ｜ | ｜ | ■  | | 南モラヴィア州 | ホドニーン郡                 |
| 330    | ホドニーン駅                                             | 5.2          | 104.1             | 21.0                   | ｜ | ■  | ■  | ■  | ■  | 255号線（ザイェチー方面） | 南モラヴィア州 | ホドニーン郡                 |
| 330    | ロハテツ停留所                                           | 5.4          | 109.5             | 26.4                   | ｜ | ｜ | ｜ | ｜ | ■  | | 南モラヴィア州 | ホドニーン郡                 |
| 330    | ロハテツ駅                                               | 1.8          | 111.3             | 28.2                   | ｜ | ｜ | ｜ | ｜ | ■  | 343号線（ヴェルカー方面） | 南モラヴィア州 | ホドニーン郡                 |
| 330    | ブゼネツ港駅                                             | 8.2          | 119.5             | 36.4                   | ｜ | ｜ | ｜ | ｜ | ■  | | 南モラヴィア州 | ホドニーン郡                 |
| 330    | モラフスキー・ピーセク駅                                 | 4.9          | 124.4             | 41.3                   | ｜ | ｜ | ■  | ■  | ■  | 342号線（ブゼネツ方面） | 南モラヴィア州 | ホドニーン郡                 |
| 330    | モラフスキー・ピーセク停留所                             | 1.9          | 126.3             | 43.2                   | ｜ | ｜ | ｜ | ｜ | ●  | | 南モラヴィア州 | ホドニーン郡                 |
| 330    | ネダコニツェ駅                                           | 5.7          | 132.0             | 48.9                   | ｜ | ｜ | ｜ | ｜ | ●  | | ズリーン州     | ウヘルスケー・フラヂシチェ郡 |
| 330    | コステラニ・ナド・モラヴォウ駅                           | 2.6          | 134.6             | 51.5                   | ｜ | ｜ | ｜ | ｜ | ●  | | ズリーン州     | ウヘルスケー・フラヂシチェ郡 |
| 330    | スタレー・ムニェスト・ウ・ウヘルスケーホ・フラヂシチェ駅 | 3.4          | 138.0             | 54.9                   | ｜ | ■  | ■  | ■  | ■  | 341号線（ブルノ/ブロド方面） | ズリーン州     | ウヘルスケー・フラヂシチェ郡 |
| 330    | フシチェノヴィツェ駅                                     | 5.3          | 143.3             | 60.2                   | ｜ | ｜ | ｜ | ｜ | ●  | | ズリーン州     | ウヘルスケー・フラヂシチェ郡 |
| 330    | スピチフニェフ駅                                         | 3.7          | 147.0             | 63.9                   | ｜ | ｜ | ｜ | ｜ | ●  | | ズリーン州     | ズリーン郡                   |
| 330    | ナパイェドラ駅                                           | 2.5          | 149.5             | 66.4                   | ｜ | ｜ | ｜ | ｜ | ●  | | ズリーン州     | ズリーン郡                   |
| 330    | オトロコヴィツェ駅                                       | 5.4          | 154.9             | 71.8                   | ｜ | ■  | ■  | ■  | ■  | 331号線（ヴィゾヴィツェ方面） | ズリーン州     | ズリーン郡                   |
| 330    | トルマチョフ駅                                           | 6.2          | 161.1             | 78.0                   | ｜ | ｜ | ｜ | ○  | ■  | | ズリーン州     | ズリーン郡                   |
| 330    | ザーフリニツェ駅                                         | 4.4          | 165.5             | 82.2                   | ｜ | ｜ | ｜ | ｜ | ●  | | ズリーン州     | クロムニェルジーシ郡         |
| 330    | フリーン駅                                               | 3.0          | 168.5             | 85.2                   | ｜ | ｜ | ■  | ■  | ■  | 303号線（ロジノフ方面/コイェチーン方面）                                                                                                  | ズリーン州     | クロムニェルジーシ郡         |
| 330    | ブルジェスト駅                                           | 3.9          | 172.4             | 89.1                   | ｜ | ｜ | ｜ | ｜ | ●  | | ズリーン州     | クロムニェルジーシ郡         |
| 330    | ルジーコヴィツェ駅                                       | 3.4          | 175.8             | 92.5                   | ｜ | ｜ | ｜ | ｜ | ●  | | オロモウツ州   | プルジェロフ郡               |
| 330    | ホルニー・モシチェニツェ駅                               | 4.0          | 179.8             | 96.5                   | ｜ | ｜ | ｜ | ｜ | ●  | | オロモウツ州   | プルジェロフ郡               |
| 330    | プルジェロフ駅                                           | 3.7          | 183.5             | 100.2                  | ｜ | ■  | ■  | ■  | ■  | 270号線（プラハ方面）、280号線（オストラヴァ方面） 300号線（ブルノ方面）                                                                  | オロモウツ州   | プルジェロフ郡               |